# 黄桥水
黄桥水，又称步津水，位于中华人民共和国广东省连州市境内，是连江（星子河、湟川）左岸支流，发源于连州市东南部西江镇境内的鹿子洞，蜿蜒西北流，经上兰靛水库和龙坪镇的大围村、坪头村、袁屋村，于大岭村以西的坑口汇入连江上游干流。河长43千米，河道平均比降5.62‰，流域面积356平方千米。